# 慕容
慕容（？—？），是东汉汉桓帝、汉灵帝时期的一位鲜卑部落大人，也被认为是慕容部的祖先。

## 生平
据《三国志注·乌丸鲜卑东夷传》引用《魏略》记载，汉桓帝、汉灵帝时期鲜卑的首领为檀石槐，他将鲜卑分中部、东部、西部三部，其中右北平郡（今河北省平泉县）以西至上谷郡（今河北省怀来县）为中部，有十余个居住点，中部鲜卑的部落大人有柯最、闕居、慕容等人，檀石槐死后，鲜卑的部落大人开始世袭。

## 考证
武汉大学历史系教授姚薇元根据《三国志注》所引用鱼豢《魏略》指出，慕容本是鲜卑中部一酋长的名字，其后部落强盛，以酋长之名命名部落，因此为氏。慕容的胡语原意为什么意思如今已经无从知晓。日本白鸟库吉《东胡民族考》认为慕容为鲜卑语“富”字的音译，姚薇元认为或有可能，但是在文献上毫无佐证，所以不取。